# Aralia hypoglauca
Aralia hypoglauca là một loài thực vật có hoa trong Họ Cuồng. Loài này được (C.J.Qi & T.R.Cao) J.Wen & Y.F.Deng mô tả khoa học đầu tiên năm 2002.